# Peter Nymann
Peter Nymann Mikkelsen, född 22 augusti 1982 i Köpenhamn, är en dansk fotbollsspelare som spelar för AC Horsens. Han har tidigare spelat för bland annat Djurgårdens IF i Allsvenskan. 

## Klubbkarriär
Nymanns moderklubb är Lillerød IF.
Den 26 juli 2009 gjorde Nymann två mål i första halvlek mot Brøndby IF vilket gav Esbjerg en 2–1-vinst.
Den 8 juli 2011 skrev Nymann på ett 2,5-årskontrakt med Djurgården. I sin debut för Djurgården gjorde han ett mål och en assist i 2–2-matchen mot GAIS.
Inför säsongen 2014 skrev han ett tvåårskontrakt med FC Vestsjælland. Inför säsongen 2016 skrev han ett korttidskontrakt med AC Horsens.

## Landslagskarriär
Nymann blev uttagen till det danska ligalandslaget, som spelade ett antal inofficiella matcher i USA, El Salvador och Honduras i januari 2007. Han spelade den första matchen i turnén, en 3–1-förlust mot USA i Los Angeles.
Nymann gjorde sin landslagsdebut den 3 mars 2010 i en vänskapsmatch mot Österrike.